# Takaputahi (rivière)

La rivière Takaputahi  (en =anglais : Takaputahi River) est un cours d’eau  de la région de  Gisborne dans l’Île du Nord de la Nouvelle-Zélande.

## Géographie
Elle a son origine dans les nombreux torrents, qui prennent naissance dans le pays de collines accidentées situé à l’extrémité est de la Bay of Plenty, la plus longue étant le ruisseau “Rawea Stream“. La rivière  Takaputahi s’écoule globalement vers l’Est, en s’éloignant de la côte de la Baie de l’Abondance, avant de rencontrer la rivière Motu. La plus grande partie de la longueur de la rivière est située dans le ‘Park Forestier de Raukumara’.